# Bleu de Chine
 (septembre 2024).
Si vous disposez d'ouvrages ou d'articles de référence ou si vous connaissez des sites web de qualité traitant du thème abordé ici, merci de compléter l'article en donnant les références utiles à sa vérifiabilité et en les liant à la section « Notes et références ».
Les Éditions Bleu de Chine ont été créées en 1994 avec pour objectif de promouvoir la littérature chinoise contemporaine à travers une sélection de texte.
Elles publient des traductions d'auteurs chinois, comme Wang Meng, Harry Wu, Zhaxi Dawa, Ba Jin (Pa Kin) ou Wang Chao, et des auteurs tibétains, comme Langdün Päljor et Tsering Woeser.
La société a été mise en liquidation judiciaire le 3 avril 2008 et la commercialisation des ouvrages a été confiée à  Gallimard.